# Cantón de Burdeos-8
El cantón de Burdeos-8 era una división administrativa francesa, que estaba situada en el departamento de Gironda y la región de Aquitania.

## Composición
El cantón estaba formado por una fracción de la comuna que le daba su nombre:
- Burdeos (fracción)

## Supresión del cantón de Burdeos-8
En aplicación del Decreto n.º 2014-192 de 20 de febrero de 2014, el cantón de Burdeos-8 fue suprimido el 22 de marzo de 2015 y su fracción de comuna pasó a formar parte del nuevo cantón de Burdeos-3.